# Rio Uraricoera
Rio Uraricoera är ett vattendrag i Brasilien.   Det ligger i delstaten Roraima, i den norra delen av landet, 2 500 km nordväst om huvudstaden Brasília.
Omgivningarna runt Rio Uraricoera är huvudsakligen savann. Trakten runt Rio Uraricoera är nära nog obefolkad, med mindre än två invånare per kvadratkilometer.